# Hipismo nos Jogos Paralímpicos de Verão de 2016
As competições de hipismo nos Jogos Paralímpicos de Verão de 2016 serão disputadas entre 11 e 16 de setembro no Centro Olímpico de Hipismo, no Rio de Janeiro, Brasil. Os atletas que disputarão o hipismo possuem algum tipo de deficiência física, visual ou falta de equilíbrio.

## Eventos
Os atletas são divididos em cinco categorias, de acordo com a extensão de sua deficiência.
- Ia: atletas com algum membro prejudicado ou amputado ou com falta de equilíbrio. Geralmente utilizam cadeira de rodas e são tetraplégicos. Podem ser capazes de andar, mas instavelmente, devido a falta de equilíbrio.
- Ib: atletas com algum membro prejudicado ou amputado ou com falta de equilíbrio. Geralmente utilizam cadeira de rodas e são paraplégicos. Podem ser capazes de andar, mas instavelmente, devido a falta de equilíbrio.
- II: atletas com deficiência física. Geralmente utilizam cadeira de rodas e, na maioria das vezes, são paraplégicos.
- III: atletas com deficiência visual e algum problema de locomoção. Geralmente são capazes de andar sem apoio, mas precisam de uma cadeira de rodas para longas distâncias. É utilizado um óculos isolante ou uma venda nos olhos.
- IV: atletas com deficiência visual e física. Geralmente são paraplégicos ou tetraplégicos. É utilizado um óculos isolante ou uma venda nos olhos.

## Qualificação
78 países se qualificaram para a disputa.
| Qualificação                                        | Critério                                                         | Qualificados                                                                                  | Vagas |
| --------------------------------------------------- | ---------------------------------------------------------------- | --------------------------------------------------------------------------------------------- | ----- |
| Jogos Equestres Mundiais de 2014                    | Três melhores países, quatro atletas cada.                       | GBR Grã-Bretanha NED Países Baixos GER Alemanha                                               | 12    |
| Ranking Mundial em 31 de janeiro de 2016            | Sete melhores países, quatro atletas cada.                       | ITA Itália BEL Bélgica AUT Áustria NOR Noruega USA Estados Unidos DEN Dinamarca AUS Austrália | 28    |
| Rankings regionais                                  | Melhores colocados nos rankings regionais da América e Ásia.     | CAN Canadá SIN Singapura                                                                      | 8     |
| Ranking Individual Mundial em 31 de janeiro de 2016 | Equipes melhor qualificadas que ainda não estavam classificadas. | RSA África do Sul MEX México BRA Brasil HKG Hong Kong JPN Japão SWE Suécia                    | 24    |
| Comissão Bipartite                                  | Três vagas                                                       | POR Portugal SVK Eslováquia URU Uruguai                                                       | 12    |
| País anfitrião                                      | Um time de quatro atletas.                                       | BRA Brasil                                                                                    | 4     |
| Atletas melhores qualificados                       | Cinco atletas melhores colocados nos rankings mundiais.          | GBR Grã-Bretanha FIN Finlândia LAT Letônia NED Países Baixos IRL Irlanda                      | 5     |
| Total                                               | Total                                                            | Total                                                                                         | 93    |

## Medalhistas

### Eventos
| Evento                   | Ouro                                                   | Prata                                          | Bronze                                      |
| ------------------------ | ------------------------------------------------------ | ---------------------------------------------- | ------------------------------------------- |
| Ia (Detalhes)            | Sophie Christiansen Athene Lindebjerg GBR Grã-Bretanha | Anne Dunham LJT Lucas Normark GBR Grã-Bretanha | Sergio Oliva Coco Chanel BRA Brasil         |
| Ia freestyle (Detalhes)  | Sophie Christiansen Athene Lindebjerg GBR Grã-Bretanha | Anne Dunham LJT Lucas Normark GBR Grã-Bretanha | Sergio Oliva Coco Chanel BRA Brasil         |
| Ib (Detalhes)            | Pepo Puch Fontainenoir AUT Áustria                     | Lee Pearson Zion GBR Grã-Bretanha              | Stinna Kaastrup Smarties DEN Dinamarca      |
| Ib freestyle (Detalhes)  | Lee Pearson Zion GBR Grã-Bretanha                      | Pepo Puch Fontainenoir AUT Áustria             | Stinna Kaastrup Smarties DEN Dinamarca      |
| II (Detalhes)            | Natasha Baker Cabral GBR Grã-Bretanha                  | Demi Vermeulen Burberry NED Países Baixos      | Rixt van der Horst Caraat NED Países Baixos |
| II freestyle (Detalhes)  | Natasha Baker Cabral GBR Grã-Bretanha                  | Rixt van der Horst Caraat NED Países Baixos    | Steffen Zeibig Feel Good 4 GER Alemanha     |
| III (Detalhes)           | Ann Cathrin Lubbe Donatello NOR Noruega                | Susanne Sunesen Que Faire DEN Dinamarca        | Louise Etzner Jakobsson Zernard SWE Suécia  |
| III freestyle (Detalhes) | Sanne Voets Demantur NED Países Baixos                 | Ann Cathrin Lubbe Donatello NOR Noruega        | Louise Etzner Jakobsson Zernard SWE Suécia  |
| IV (Detalhes)            | Sophie Wells Valerius GBR Grã-Bretanha                 | Michele George FBW Rainman BEL Bélgica         | Frank Hosmar Alphaville NED Países Baixos   |
| IV freestyle (Detalhes)  | Michele George FBW Rainman BEL Bélgica                 | Sophie Wells Valerius GBR Grã-Bretanha         | Frank Hosmar Alphaville NED Países Baixos   |
| Equipes (Detalhes)       | GBR Grã-Bretanha                                       | GER Alemanha                                   | NED Países Baixos                           |

### Quadro de medalhas
País sede destacado
| Ordem | País              | Medalha de ouro | Medalha de prata | Medalha de bronze |    |
| ----- | ----------------- | --------------- | ---------------- | ----------------- | -- |
| 1     | GBR Grã-Bretanha  | 7               | 4                |                   | 11 |
| 2     | NED Países Baixos | 1               | 2                | 4                 | 7  |
| 3     | AUT Áustria       | 1               | 1                |                   | 3  |
|       | BEL Bélgica       | 1               | 1                |                   | 3  |
|       | NOR Noruega       | 1               | 1                |                   | 3  |
| 6     | DEN Dinamarca     |                 | 1                | 2                 | 3  |
| 7     | GER Alemanha      |                 | 1                | 1                 | 2  |
| 8     | BRA Brasil        |                 |                  | 2                 | 2  |
|       | SWE Suécia        |                 |                  | 2                 | 2  |
| TOTAL | TOTAL             | 11              | 11               | 11                | 33 |